# Sovjet-Unie op de Olympische Winterspelen 1976
Tijdens de Olympische Winterspelen van 1976, die in Innsbruck (Oostenrijk) werden gehouden, nam de Sovjet-Unie voor de zesde keer deel.

## Medailleoverzicht
| Sport       | Olympiër                                                            | Discipline            | Medaille |
| ----------- | ------------------------------------------------------------------- | --------------------- | -------- |
| Biatlon     | Nikolaj Kroeglov                                                    | 20 km (m)             | Goud     |
| Biatlon     | Aleksandr Jelizarov Ivan Bjakov Nikolaj Kroeglov Aleksandr Tichonov | 4x7,5 km estafette    | Goud     |
| Kunstrijden | Irina Rodnina Aleksandr Zajtsev                                     | paarrijden            | Goud     |
| Kunstrijden | Ljoedmila Pachomova Aleksandr Gorsjkov                              | ijsdansen             | Goud     |
| Langlaufen  | Nikolaj Bazjoekov                                                   | 15 km (m)             | Goud     |
| Langlaufen  | Sergej Saveljev                                                     | 30 km (m)             | Goud     |
| Langlaufen  | Raisa Smetanina                                                     | 10 km (v)             | Goud     |
| Langlaufen  | Nina Baldytsjeva Zinaida Amosova Raisa Smetanina Galina Koelakova   | 4x5 km estafette (v)  | Goud     |
| Schaatsen   | Jevgeni Koelikov                                                    | 500 m (m)             | Goud     |
| Schaatsen   | Tatjana Averina                                                     | 1000 m (v)            | Goud     |
| Schaatsen   | Tatjana Averina                                                     | 3000 m (v)            | Goud     |
| Schaatsen   | Galina Stepanskaja                                                  | 1500 m (v)            | Goud     |
| IJshockey   | Olympisch team                                                      | mannen                | Goud     |
| Kunstrijden | Vladimir Kovaljov                                                   | mannen                | Zilver   |
| Kunstrijden | Irina Moisejeva Andrej Minenkov                                     | ijsdansen             | Zilver   |
| Langlaufen  | Jevgeni Beljajev                                                    | 15 km (m)             | Zilver   |
| Langlaufen  | Raisa Smetanina                                                     | 5 km (v)              | Zilver   |
| Schaatsen   | Joeri Kondakov                                                      | 1500 m (m)            | Zilver   |
| Schaatsen   | Valeri Moeratov                                                     | 500 m (m)             | Zilver   |
| Biatlon     | Aleksandr Jelizarov                                                 | 20 km (m)             | Brons    |
| Langlaufen  | Ivan Garanin                                                        | 30 km (m)             | Brons    |
| Langlaufen  | Nina Baldytsjeva                                                    | 5 km (v)              | Brons    |
| Langlaufen  | Galina Koelakova                                                    | 10 km (v)             | Brons    |
| Langlaufen  | Jevgeni Beljajev Nikolaj Bazjoekov Sergej Saveljev Ivan Garanin     | 4x10 km estafette (m) | Brons    |
| Schaatsen   | Valeri Moeratov                                                     | 1000 m (m)            | Brons    |
| Schaatsen   | Tatjana Averina                                                     | 500 m (v)             | Brons    |
| Schaatsen   | Tatjana Averina                                                     | 1500 m (v)            | Brons    |

## Deelnemers en resultaten

### Alpineskiën
| Olympiër          | Discipline       | Resultaat | Prestatie                        |
| ----------------- | ---------------- | --------- | -------------------------------- |
| Vladimir Andrejev | afdaling (m)     | 44e       | 1.53,61 (+7,88)                  |
| Vladimir Andrejev | reuzenslalom (m) | dnf-1     | opgave run 1                     |
| Vladimir Andrejev | slalom (m)       | 25e       | 2.17,56 (+14,27) 1.07,01+1.10,55 |
|                   |                  |           |                                  |
| Alevtina Askarova | afdaling (v)     | 28e       | 1.53,19 (+7,03)                  |
| Alevtina Askarova | reuzenslalom (v) | 32e       | 1.36,86 (+7,73)                  |
| Alevtina Askarova | slalom (v)       | dnf-1     | opgave run 1                     |

### Biatlon
| Olympiër                                                            | Discipline             | Resultaat | Prestatie                                                                      |
| ------------------------------------------------------------------- | ---------------------- | --------- | ------------------------------------------------------------------------------ |
| Nikolaj Kroeglov                                                    | 20 km (m)              | Goud      | 1:14.12,26 pen.: 2 (1 / 0 / 0 / 1)                                             |
| Aleksandr Jelizarov                                                 | 20 km (m)              | Brons     | 1:16.05,57 (+1.53,31) pen.: 3 (1 / 0 / 0 / 2)                                  |
| Aleksandr Tichonov                                                  | 20 km (m)              | 5e        | 1:17.18,33 (+3.06,07) pen.: 7 (0 / 1 / 0 / 6)                                  |
| Aleksandr Jelizarov Ivan Bjakov Nikolaj Kroeglov Aleksandr Tichonov | 4x7,5 km estafette (m) | Goud      | 1:57.55,64 pen.: 0 (0 / 0 / 0 / 0) (29.47,44 / 30.16,79 / 29.04,80 / 28.46,61) |

### Kunstrijden
| Olympiër                               | Discipline | Resultaat | Prestatie               |
| -------------------------------------- | ---------- | --------- | ----------------------- |
| Vladimir Kovaljov                      | mannen     | Zilver    | pc. 28,0; 187,6 punten  |
| Sergej Volkov                          | mannen     | 5e        | pc. 53,0; 184,1 punten  |
| Joeri Ovtsjinnikov                     | mannen     | 8e        | pc. 75,0; 180,0 punten  |
| Jelena Vodorezova                      | vrouwen    | 12e       | pc. 104,0; 175,6 punten |
| Irina Rodnina Aleksandr Zajtsev        | paarrijden | Goud      | pc. 9,0; 140,5 punten   |
| Irina Vorobjova Aleksandr Vlasov       | paarrijden | 4e        | pc. 35,0; 134,5 punten  |
| Marina Leonidova Vladimir Bogoljoebov  | paarrijden | 9e        | pc. 76,0; 127,1 punten  |
| Ljoedmila Pachomova Aleksandr Gorsjkov | ijsdansen  | Goud      | pc. 9,0; 209,9 punten   |
| Irina Moisejeva Andrej Minenkov        | ijsdansen  | Zilver    | pc. 20,0; 204,9 punten  |
| Natalja Linitsjoek Gennadi Karponossov | ijsdansen  | 4e        | pc. 35,0; 199,1 punten  |

### Langlaufen
| Olympiër                                                          | Discipline            | Resultaat | Prestatie                                                         |
| ----------------------------------------------------------------- | --------------------- | --------- | ----------------------------------------------------------------- |
| Nikolaj Bazjoekov                                                 | 15 km (m)             | Goud      | 43.58,47                                                          |
| Nikolaj Bazjoekov                                                 | 30 km (m)             | 5e        | 1:31.33,14 (+1.03,76)                                             |
| Jevgeni Beljajev                                                  | 15 km (m)             | Zilver    | 44.01,10 (+2,63)                                                  |
| Jevgeni Beljajev                                                  | 50 km (m)             | 38e       | 2:54.00,55 (+16.30,50)                                            |
| Ivan Garanin                                                      | 15 km (m)             | 4e        | 44.41,98 (+43,51)                                                 |
| Ivan Garanin                                                      | 30 km (m)             | Brons     | 1:31.09,29 (+39,91)                                               |
| Ivan Garanin                                                      | 50 km (m)             | 4e        | 2:40.38,94 (+3.08,89)                                             |
| Vasili Rotsjev                                                    | 30 km (m)             | 10e       | 1:32.39,42 (+2.10,04)                                             |
| Vasili Rotsjev                                                    | 50 km (m)             | 12e       | 2:44.31,23 (+7.01,18)                                             |
| Sergej Saveljev                                                   | 30 km (m)             | Goud      | 1:30.29,38                                                        |
| Sergej Saveljev                                                   | 50 km (m)             | 21e       | 2:46.01,36 (+8.31,31)                                             |
| Joeri Skobov                                                      | 15 km (m)             | 16e       | 46.16,27 (+2.17,80)                                               |
| Jevgeni Beljajev Nikolaj Bazjoekov Sergej Saveljev Ivan Garanin   | 4x10 km estafette (m) | Brons     | 2:10.51,46 (+2.51,74) (35.53,69 / 31.57,04 / 32.19,06 / 30.41,67) |
|                                                                   |                       |           |                                                                   |
| Zinaida Amosova                                                   | 5 km (v)              | 6e        | 16.33,78 (+45,09)                                                 |
| Zinaida Amosova                                                   | 10 km (v)             | 6e        | 31.11,23 (+57,82)                                                 |
| Nina Baldytsjeva                                                  | 5 km (v)              | Brons     | 16.12,82 (+24,13)                                                 |
| Nina Baldytsjeva                                                  | 10 km (v)             | 4e        | 30.52,58 (+39,17)                                                 |
| Galina Koelakova                                                  | 5 km (v)              | dq        | 16.07,36 (+18,67)                                                 |
| Galina Koelakova                                                  | 10 km (v)             | Brons     | 30.38,61 (+25,20)                                                 |
| Raisa Smetanina                                                   | 5 km (v)              | Zilver    | 15.49,73 (+1,04)                                                  |
| Raisa Smetanina                                                   | 10 km (v)             | Goud      | 30.13,41                                                          |
| Nina Baldytsjeva Zinaida Amosova Raisa Smetanina Galina Koelakova | 4x5 km estafette (v)  | Goud      | 1:07.49,75 (17.31,01 / 17.02,81 / 16.26,32 / 16.49,61)            |

### Noordse combinatie
| Olympiër           | Discipline | Resultaat | Prestatie                                                                                            |
| ------------------ | ---------- | --------- | --- |
| Nikolaj Nogovitsyn | mannen     | 6e        | 406,44 punten schans: 196,1 p 99,5 (72,0 m)+95,2 (72,0 m)+96,6 (74,0 m) 15 km: 210,34 p (49:05.97)   |
| Valeri Kopajev     | mannen     | 7e        | 406,14 punten schans: 202,9 p 102,2 (71,5 m)+94,4 (71,5 m)+100,7 (75,0 m) 15 km: 203,24 p (49:53.26) |
| Aleksej Baranov    | mannen     | 23e       | 370,17 punten schans: 185,7 p 93,7 (69,0 m)+92,0 (70,0 m)+88,1 (69,0 m) 15 km: 184,47 p (51:58.45)   |

### Rodelen
| Olympiër                       | Discipline | Resultaat | Prestatie                                             |
| ------------------------------ | ---------- | --------- | ----------------------------------------------------- |
| Dainis Bremze                  | mannen     | 8e        | 3.30,576 (+2,888) (52,984 / 52,567 / 52,364 / 52,661) |
| Vladimir Sjitov                | mannen     | 10e       | 3.32,570 (+4,882) (53,485 / 53,025 / 52,927 / 53,133) |
| Aigars Kriķis                  | mannen     | 13e       | 3.34,695 (+7,007) (54,243 / 53,415 / 53,273 / 53,764) |
| Vera Sosoelja                  | vrouwen    | 9e        | 2.52,661 (+2,040) (44,179 / 42,973 / 42,651 / 42,858) |
| Dainis Bremze Aigars Kriķis    | dubbel     | 8e        | 1.27,407 (+1,803) (43,667 / 43,740)                   |
| Rolands Upatnieks Valdis Ķuzis | dubbel     | 9e        | 1.27,557 (+1,953) (43,732 / 43,825)                   |

### Schaatsen
| Olympiër            | Discipline   | Resultaat | Prestatie           |
| ------------------- | ------------ | --------- | ------------------- |
| Vladimir Ivanov     | 5000 m (m)   | 7e        | 7.37,73 (+13,25)    |
| Vladimir Ivanov     | 10.000 m (m) | 15e       | 16.16,20 (+1.25,61) |
| Jevgeni Koelikov    | 500 m (m)    | Goud      | 39,17               |
| Joeri Kondakov      | 1500 m (m)   | Zilver    | 1.59,97 (+0,59)     |
| Andrej Malikov      | 500 m (m)    | 8e        | 39,85 (+0,68)       |
| Andrej Malikov      | 1000 m (m)   | 29e       | 1.27,57 (+8,25)     |
| Sergej Martsjoek    | 1500 m (m)   | 13e       | 2.04,45 (+5,07)     |
| Sergej Martsjoek    | 5000 m (m)   | 14e       | 7.51,37 (+26,89)    |
| Sergej Martsjoek    | 10.000 m (m) | 11e       | 15.43,81 (+53,22)   |
| Valeri Moeratov     | 500 m (m)    | Zilver    | 39,25 (+0,08)       |
| Valeri Moeratov     | 1000 m (m)   | Brons     | 1.20,57 (+1,25)     |
| Sergej Rjabev       | 1500 m (m)   | 4e        | 2.02,15 (+2,77)     |
| Aleksandr Safronov  | 1000 m (m)   | 4e        | 1.20,84 (+1,52)     |
| Viktor Varlamov     | 5000 m (m)   | 4e        | 7.30,97 (+6,49)     |
| Viktor Varlamov     | 10.000 m (m) | 4e        | 15.06,06 (+15,47)   |
|                     |              |           |                     |
| Tatjana Averina     | 500 m (v)    | Brons     | 43,17 (+0,41)       |
| Tatjana Averina     | 1000 m (v)   | Goud      | 1.28,43             |
| Tatjana Averina     | 1500 m (v)   | Brons     | 2.17,96 (+1,38)     |
| Tatjana Averina     | 3000 m (v)   | Goud      | 4.45,19             |
| Vera Krasnova       | 500 m (v)    | 5e        | 43,23 (+0,47)       |
| Ljoebov Sadtsjikova | 500 m (v)    | 6e        | 43,80 (+1,04)       |
| Tatjana Sjelechova  | 1000 m (v)   | 15e       | 1.32,08 (+3,65)     |
| Tatjana Sjelechova  | 3000 m (v)   | 14e       | 4.54,03 (+8,84)     |
| Nina Statkevitsj    | 1500 m (v)   | 15e       | 2.22,59 (+6,01)     |
| Nina Statkevitsj    | 3000 m (v)   | 13e       | 4.53,94 (+8,75)     |
| Galina Stepanskaja  | 1500 m (v)   | Goud      | 2.16,58             |
| Ljoedmila Titova    | 1000 m (v)   | 7e        | 1.30,06 (+1,63)     |

### Schansspringen
| Olympiër             | Discipline         | Resultaat | Prestatie                                          |
| -------------------- | ------------------ | --------- | -------------------------------------------------- |
| Aleksej Borovitin    | normale schans (m) | 15e       | 224,9 punten 111,3 p. (77,5 m) + 113,6 p. (78,0 m) |
| Aleksej Borovitin    | grote schans (m)   | 19e       | 187,5 punten 95,5 p. (85,0 m) + 92,0 p. (82,5 m)   |
| Joeri Kalinin        | normale schans (m) | 22e       | 218,7 punten 105,5 p. (74,5 m) + 113,2 p. (79,0 m) |
| Joeri Kalinin        | grote schans (m)   | 24e       | 181,5 punten 94,0 p. (85,0 m) + 87,5 p. (80,0 m)   |
| Aleksandr Karapoezov | normale schans (m) | 12e       | 226,8 punten 112,6 p. (78,0 m) + 114,2 p. (79,0 m) |
| Aleksandr Karapoezov | grote schans (m)   | 15e       | 193,5 punten 104,9 p. (91,0 m) + 88,6 p. (81,5 m)  |
| Sergej Sajtsjik      | normale schans (m) | 25e       | 213,6 punten 105,2 p. (74,0 m) + 108,4 p. (76,0 m) |
| Sergej Sajtsjik      | grote schans (m)   | 11e       | 200,0 punten 101,5 p. (90,0 m) + 98,5 p. (87,5 m)  |

### IJshockey
| Olympiër | Discipline | Resultaat | Prestatie |
| --- | ---------- | --------- | --- |
| Vladislav Tretjak Aleksandr Sidelnikov Aleksandr Goesev Vladimir Loetsjenko Sergej Babinov Joeri Ljapkin Valeri Vasiljev Gennadi Tsygankov Sergej Kapoestin Viktor Sjalimov Aleksandr Maltsev Boris Aleksandrov Boris Michajlov Aleksandr Jakoesjev Vladimir Petrov Valeri Charlamov Vladimir Sjadrin Viktor Zjloektov | mannen     | Goud      | kwalificatieronde: 16 - 3 Sovjet-Unie - Oostenrijk A-groep (1e-6e plaats): 6 - 2 Sovjet-Unie - Verenigde Staten 16 - 1 Sovjet-Unie - Polen 7 - 3 Sovjet-Unie - Bondsrepubliek Duitsland 7 - 2 Sovjet-Unie - Finland 4 - 3 Sovjet-Unie - Tsjecho-Slowakije |

Andorra · Argentinië · Australië · België · Bondsrepubliek Duitsland · Bulgarije · Canada · Chili · Duitse Democratische Republiek · Finland · Frankrijk · Griekenland · Groot-Brittannië · Hongarije · IJsland · Iran · Italië · Japan · Joegoslavië · Libanon · Liechtenstein · Nederland · Nieuw-Zeeland · Noorwegen · Oostenrijk · Polen · Roemenië · San Marino · Sovjet-Unie · Spanje · Taiwan · Tsjecho-Slowakije · Turkije · Verenigde Staten · Zuid-Korea · Zweden · Zwitserland